# Liste der Wappen im Saalekreis
Diese Liste zeigt die amtlich genehmigten Wappen der Verbandsgemeinden, Städte und Gemeinden, sowie Wappen von ehemaligen Landkreisen, Verwaltungsgemeinschaften, Städten und Gemeinden im Saalekreis in Sachsen-Anhalt.

## Saalekreis und Vorgängerkreise
| Landkreis | Wappen                  | Kommentare |
| --- | ----------------------- | --- |
| Saalekreis | Wappen des Saalekreises | Gestaltet vom Heraldiker Jörg Mantzsch aus Magdeburg, genehmigt durch das Ministerium des Innern des Landes Sachsen-Anhalt am 8. August 2007: „Geviert; Feld 1: geteilt von Rot über Silber, Feld 2: in Gold ein rotbewehrter schwarzer Löwe, Feld 3: in Gold ein schwarzes Kreuz, Feld 4: siebenmal geteilt von Silber über Rot.“ Die Farben des Landkreises sind Rot-Weiß. |
| Zum 1. Juli 2007 wurden die bisherigen Landkreise Saalkreis und Merseburg-Querfurt zum neugebildeten Saalekreis zusammengeschlossen.         |                         | |
| - Landkreis Merseburg-Querfurt - Saalkreis                                                                                                   |                         | |
| Zum 1. Juli 1994 wurden die bisherigen Landkreise Merseburg und Querfurt zum neugebildeten Landkreis Merseburg-Querfurt zusammengeschlossen. |                         | |
| - Kreis Merseburg - Landkreis Querfurt |                         | |

## Verwaltungsgemeinschaften und Verbandsgemeinden
| Verbandsgemeinde | Wappen | Kommentare |
| ---------------- | ------ | --- |
| Weida-Land       |        | § 2 der Hauptsatzung der Verbandsgemeinde Weida-Land führt weder Wappen noch Flagge, sondern lediglich das Dienstsiegel mit der Umschrift „Verbandsgemeinde Weida-Land“. |

### Ehemalige Verwaltungsgemeinschaften

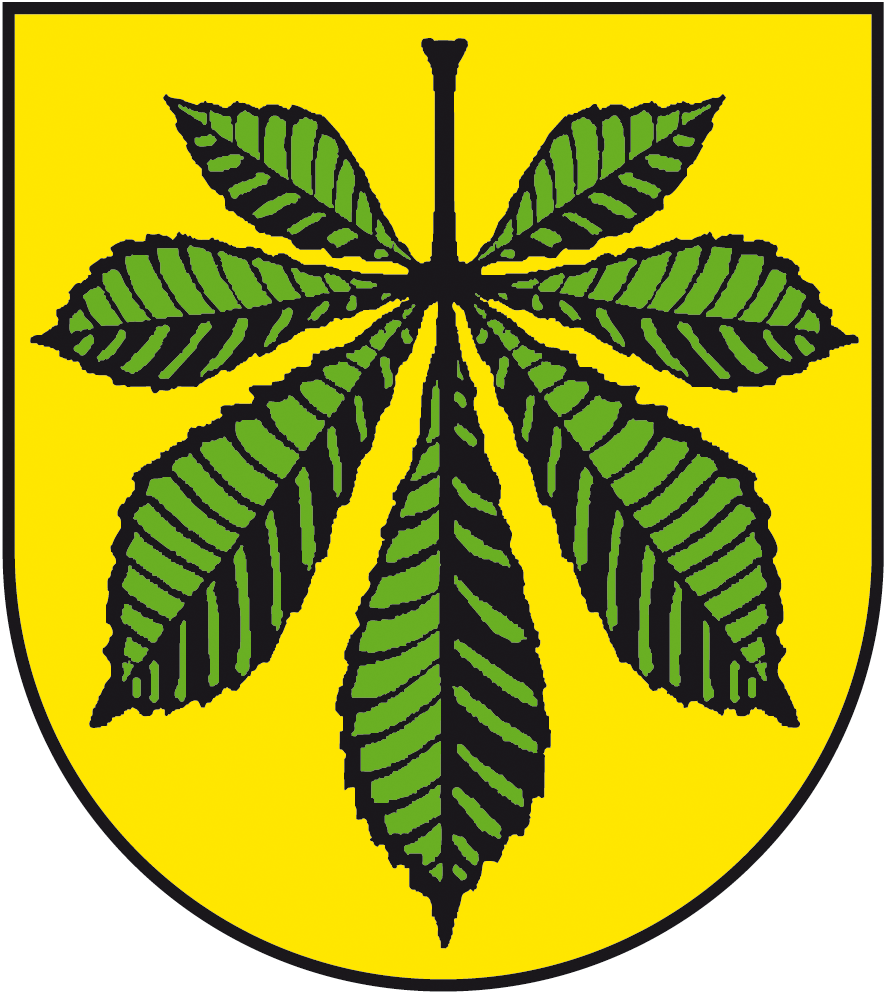
VG Kötzschau
VG Westliche Saaleaue
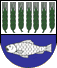
VG Westlicher Saalkreis
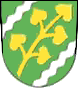
VG Würde/Salza

## Städte und Gemeinden
| Stadt oder Gemeinde          | Wappen | Kommentare |
| ---------------------------- | ------ | --- |
| Solestadt Bad Dürrenberg     |        | Genehmigt durch den Minister des Innern der Provinzialregierung Sachsen-Anhalt am 15. April 1947: „In Rot über blauem Wasser ein silbernes Gebäude mit turmartigem Dach, schwarzen Fenstern, Tür und silberner Eingangstreppe.“ |
| Goethestadt Bad Lauchstädt   |        | Gestaltet vom Heraldiker Lutz Döring, genehmigt durch den Landrat des Saalekreises am 25. April 2008: „In Blau ein aufgerichteter linksgewendeter silberner Löwe mit ausgeschlagener Zunge, in den Vorderpranken eine goldene Burg mit drei Zinnentürmen tragend, die Türme mit beknauften Spitzdächern und je zwei Rundbogenöffnungen untereinander.“ |
| Gemeinde Barnstädt           |        | § 2 der Hauptsatzung der Gemeinde Barnstädt führt weder Wappen noch Flagge, sondern nur das Dienstsiegel mit der Umschrift „Gemeinde Barnstädt“. |
| Stadt Braunsbedra            |        | Gestaltet von Annelies Ritzka, genehmigt 1992: „Das Wappen der Stadt Braunsbedra zeigt geteilt von Grün über Gold, oben einen silbernen Pflug, unten ein schwarzes Speichenrad.“ |
| Gemeinde Farnstädt           |        | § 2 der Hauptsatzung der Gemeinde Farnstädt führt weder Wappen noch Flagge, sondern nur das Dienstsiegel mit der Umschrift „Gemeinde Farnstädt“. |
| Gemeinde Kabelsketal         |        | Gestaltet von Frank Jung, genehmigt am 7. Juni 2005: „In Grün über Gold talförmig erniedrigt geteilt, oben aus der Talmulde wachsend ein beidseits von je zwei pfahlweise gestellten, facettierten silbernen Würfeln mit dornspitz ausgezogenen Ecken begleiteter, dreiblättriger, bewurzelter goldener Eichenspross, unten ein blauer Wellenbalken.“ |
| Stadt Landsberg              |        | § 2 der Hauptsatzung der Stadt Landsberg führt weder Wappen noch Flagge, sondern nur das Dienstsiegel mit der Umschrift „Stadt Landsberg“. |
| Stadt Leuna                  |        | Gestaltet vom Magdeburger Kommunalheraldiker Jörg Mantzsch, genehmigt durch das Regierungspräsidium Halle am 11. Juni 1996: „In Silber über einer mit einer silbernen Pflugschar belegten schwarzgefugten grünen Mauer ein schwarzgefugter roter Schornstein, begleitet pfahlweise von je drei sechsstrahligen grünen Sternen.“ |
| Kreisstadt Merseburg         |        | Genehmigt durch das Ministerium des Innern des Landes Sachsen-Anhalt am 7. Dezember 1998: „In Rot über einer durchgehenden, gezinnten, schwarz gefugten silbernen Rundmauer ein stilisierter silberner Dom mit vier spitzbedachten, golden beknauften Türmen; die mittleren Türme etwas erhöht und belegt mit einem offenen, von einem goldenen Kreuz bekrönten gotischen Kirchenportal mit linearer schwarzer Rosette; die äußeren Türme mit je drei, die mittleren mit je zwei schwarzen Rundbogenfensteröffnungen nebeneinander. Im offenen Portal auf einem Altar mit damaszierter Goldener Decke das golden nimbierte schwarzhaarige Haupt Johannes des Täufers auf einer goldenen Schale.“ |
| Stadt Mücheln (Geiseltal)    |        | Das Wappen beruht auf Siegelführung sei 1463: „In Grün der golden bekleidete und golden nimbierte heilige Jakobus der Ältere mit silbernem Haar und Bart, schwarzer mit silberner Pilgermuschel belegter Kopfbedeckung und schwarzen Schuhen, in der rechten Hand einen silbernen Pilgerstab, in der linken eine silberne Pilgermuschel mit dem Gelenk nach oben haltend.“ |
| Gemeinde Nemsdorf-Göhrendorf |        | § 2 der Hauptsatzung der Gemeinde Nemsdorf-Göhrendorf führt weder Wappen noch Flagge, sondern nur das Dienstsiegel mit der Umschrift „Gemeinde Nemsdorf-Göhrendorf“. |
| Gemeinde Obhausen            |        | Gestaltet vom Heraldiker Jörg Mantzsch aus Magdeburg, genehmigt durch den Landrat des Saalekreises am 19. April 2013: „Das Wappen der Gemeinde Obhausen zeigt in Silber über erhöhtem rotem Schildfuß drei rote Kirchen mit je einem spitzbedachten Turm mit Turmkreuz, die beiden äußeren Kirchen mit ihren Türmen zur tiefer stehenden mittleren gewendet und von deren beidseits ihres Turmes ansetzenden Kirchenschiff leicht überdeckt, der Schildfuß belegt mit pfahlweise drei silbernen Kugeln zwischen vorn zwei schräg gekreuzten silbernen Schüsseln und hinten einem golden nimbierten silbernen Lamm mit golden-roter Siegesfahne.“ |
| Gemeinde Petersberg          |        | Gestaltet vom Heraldiker Jörg Mantzsch aus Magdeburg, angenommen vom Gemeinderat der Gemeinde Petersberg am 17. November 2010, genehmigt durch den Landrat des Saalekreises am 4. März 2011: „In mit elf silbernen Sternen bestreuten blauem Schild ein golden bedachtes und bekreuztes silbernes Kirchenschiff mit schwarzen Bogenfenstern auf gewölbtem goldenem Schildfuß, dieser belegt mit einem rot bewehrten, dreizehigen, steigenden schwarzen Löwen mit ausgeschlagener Zunge.“ |
| Stadt Querfurt               |        | Die äteste bekannte Darstellung dieses Wappenbildes befindet sich auf einem Siegel einer Urkunde von 1504, dessen Stempel um 1420 geschnitten sein muss: „In Blau eine sitzende silberngekleidete, goldgekrönte Mondsichelmadonna mit dem nackten Jesusknaben auf dem Arm, beide nimbiert und von einem Strahlenkranz mit goldenen Sternen umgeben; ihnen zur Seite zwei kleine Schilde: der vordere geteilt von Rot und Silber, der hintere siebenmal geteilt von Silber und Rot.“ |
| Gemeinde Salzatal            |        | Gestaltet vom Heraldiker Jörg Mantzsch aus Magdeburg, genehmigt durch den Landrat des Saalekreises am 17. Mai 2010: „Geteilt von Silber und Blau, oben zwei blaue Weintrauben mit grünen Blättern und schwarzen Ranken, unten ein silberner Anker, begleitet von je drei fächerartig schräg gestellten goldenen Ähren.“ Die Farben der Gemeinde sind – in Anlehnung an die Wappenfarben – Blau-Weiß. |
| Gemeinde Schkopau            |        | § 2 der Hauptsatzung der Gemeinde Schkopau führt weder Wappen noch Flagge, sondern nur das Dienstsiegel mit der Umschrift „Gemeinde Schkopau“. |
| Stadt Schraplau              |        | Gestaltet vom Heraldiker Jörg Mantzsch aus Magdeburg, genehmigt durch den Landrat des Saalekreises am 6. November 2012: „In Silber auf grünem Schildfuß vorn ein römischer Soldat mit roter Tunika, Pteruges, Stiefeln und Helm mit Federbusch, in der Rechten das abgeschlagene bärtige Haupt Johannes des Täufers an dessen schwarzen Haaren haltend, in der Linken ein erhobenes Schwert mit silberner Klinge und goldenem Griff mit Knauf und Parierstange, hinten ein gefugter und gezinnter, spitzbedachter und beknaufter roter Turm mit drei silbernen Durchbrüchen (2:1).“ Die Farben der Stadt sind in Anlehnung an die Wappenfarben Rot – Weiß – Grün. |
| Gemeinde Steigra             |        | § 2 der Hauptsatzung der Gemeinde Steigra führt weder Wappen noch Flagge, sondern nur das Dienstsiegel mit der Umschrift „Gemeinde Steigra“. |
| Gemeinde Teutschenthal       |        | Gestaltet von der Grafikerin Renate Lehnhof, genehmigt durch das Regierungspräsidium Halle am 26. Januar 1999: „In Grün eine silberne Spitze, belegt mit einer entwurzelten grünen Linde, oben nach der Figur begleitet von zwei steigenden, dreiblättrigen silbernen Lindenzweigen.“ Die Farben der Gemeinde – abgeleitet vom Wappen – sind Weiß (Silber) – Grün. |
| Stadt Wettin-Löbejün         |        | Gestaltet vom Heraldiker Jörg Mantzsch aus Magdeburg, genehmigt durch den Landrat des Saalekreises am 11. Juni 2012: „Schild geviert; Feld 1: in Rot eine silberne Burg mit Zinnenmauer und geöffnetem goldenen Tor, mit einem niederen gezinnten Mittelturm mit schwarzer Fensteröffnung zwischen zwei spitzbedachten gezinnten Seitentürmen mit drei (1:2) schwarzen Fensteröffnungen; Feld 2: in Silber ein roter Stockanker; Feld 3: in Silber ein grüner Einscharpflug; Feld 4: in Grün zwei schräggekreuzte, die Bärte auswärts kehrende, silberne Schlüssel.“ Da der Text der Blasonierung auf dem Wappenbrief mehrfach falsch abgeschrieben war (geviertelt statt geviert, Stockacker statt Stockanker) wurde der Vorgang der Ausstellung des Wappenbriefes wiederholt. Der nachgereichte Wappenbrief stammt vom 9. November 2012. |

### Ehemalige Städte und Gemeinden
| Stadt oder Gemeinde | Wappen | Kommentare |
| --- | ------ | --- |
| Solestadt Bad Dürrenberg Zum 1. Januar 2010 wurden die Gemeinden Nempitz und Tollwitz der Verwaltungsgemeinschaft Bad Dürrenberg nach Bad Dürrenberg eingemeindet. |        | |
| Gemeinde Nempitz |        | Gestaltet vom Magdeburger Kommunalheraldiker Jörg Mantzsch, genehmigt ????: „Auf grünem Grund eine goldene Ähre. Im Hintergrund unten rechts das verjüngende Band der Autobahn in schwarz.“ |
| Gemeinde Tollwitz |        | Gestaltet vom Magdeburger Kommunalheraldiker Jörg Mantzsch, genehmigt durch den Landrat des Saalekreises am 19. November 2008: „Im Göpelschnitt geteilt; vorn in Silber ein schwarzes Bergmannsgezähe, hinten in Silber eine schwarz gefugte rote Zinnenmauer, besetzt mit einem schwarz gefugten roten Turm mit einer Fensteröffnung und seitlich überkragenden hohlgekehltem Walmdach, unten in Grün fächerförmig fünf goldene Ähren.“ |
| Goethestadt Bad Lauchstädt |        | |
| Gemeinde Milzau |        | Gestaltet von Frank Jung, genehmigt am 12. Juli 1999: „In Grün auf goldenem, mit einem blauen Wellenbalken belegtem Schildfuß eine silberne Eiche mit neun Blättern und sechs Früchten.“ Zum 1. Januar 2010 wurde die Gemeinde Milzau nach Bad Lauchstädt eingemeindet. |
| Stadt Schafstädt |        | Die Siegelbilder des 16. Jahrhunderts enthalten ein auf den Ortsnamen hinweisendes einfaches Schaf; erst im 17. Jahrhundert wurde ein Kreuzlamm daraus: „In Rot auf grünem Boden ein nimbiertes silbernes Schaf, mit dem erhobenen rechten Vorderfuß ein goldenes Kreuz tragend.“ Zum 1. Januar 2008 wurde die Stadt Schafstädt nach Bad Lauchstädt eingemeindet.                                                                        |
| Gemeinde Kabelsketal Zum 1. Januar 2004 schlossen sich die Gemeinden Dieskau, Dölbau, Gröbers und Großkugel zur neugebildeten Einheitsgemeinde Kabelsketal zusammen. |        | |
| Gemeinde Dieskau |        | Genehmigt ????: „Das Wappen der Ortschaft Dieskau zeigt: wellengeteilt von Blau und Silber (Weiß), oben auf der Teilungslinie ein schwimmender silberner Schwan, golden (gelb) bewehrt, die Flügel gelüftet; unten ein blauer Fisch.“ Die Farben der Ortschaft Dieskau sind Silber und Blau. |
| Gemeinde Dölbau |        | Genehmigt ????: „Das Wappen der Ortschaft Dölbau zeigt: in blau drei (2:1) flugbereite, linkssehende silberne Tauben; im goldenen Schildhaupt eine blaue Wellenleiste.“ Die Farben der Ortschaft Dölbau sind Weiß und Blau. |
| Gemeinde Gröbers |        | Genehmigt durch das Regierungspräsidium Halle am 22. November 1993: „Das Wappen der Ortschaft Gröbers zeigt: in Silber (Weiß) ein steigendes schwarzes Pferd vor einem blauen, schräglinken Wellenbalken.“ Die Farben der Ortschaft Gröbers zeigen Schwarz und Weiß (Silber). |
| Gemeinde Großkugel |        | Genehmigt ????: „Das Wappen der Ortschaft Großkugel zeigt: geteilt Grün und Silber durch linken Wellenschrägschnitt mit einem aufgerichteten Ross zwischen zwei Kugeln, alles in verwechselten Farben.“ Die Farben der Ortschaft Großkugel sind Grün und Weiß. |
| Stadt Landsberg |        | |
| - Gemeinde Braschwitz - Gemeinde Gütz - Gemeinde Hohenthurm - Stadt Landsberg - Gemeinde Niemberg - Gemeinde Oppin - Gemeinde Peißen - Gemeinde Queis - Gemeinde Reußen - Gemeinde Schwerz - Gemeinde Sietzsch - Gemeinde Spickendorf |        | |
| Stadt Leuna Zum 31. Dezember 2009 schloss sich die bisherige Stadt Leuna mit den Gemeinden Günthersdorf, Horburg-Maßlau, Kötschlitz, Kötzschau, Kreypau, Rodden, Zöschen und Zweimen der Verwaltungsgemeinschaft Leuna-Kötzschau zur neugebildeten Einheitsgemeinde Stadt Leuna zusammen. Zum 31. Dezember 2009 wurde die Gemeinde Spergau nach Leuna eingemeindet. |        | |
| Gemeinde Friedensdorf |        | Gestaltet vom Magdeburger Kommunalheraldiker Jörg Mantzsch, genehmigt 1995: „In Gold ein schwarzes Kammrad, darin ein schwebendes schwarzes Kreuz mit abgerundeten Ecken.“ Zum 1. Januar 2010 wurde die Gemeinde Friedensdorf nach Leuna eingemeindet. |
| - Gemeinde Günthersdorf - Gemeinde Horburg-Maßlau - Gemeinde Kötschlitz - Gemeinde Kötzschau - Gemeinde Kreypau - Gemeinde Rodden - Gemeinde Spergau - Gemeinde Zöschen - Gemeinde Zweimen |        | |

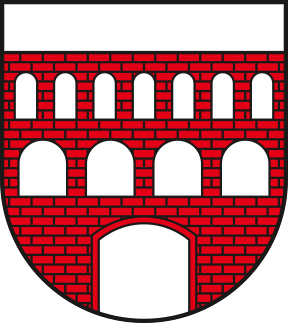
Gemeinde Teutschenthal Ortsteil Angersdorf
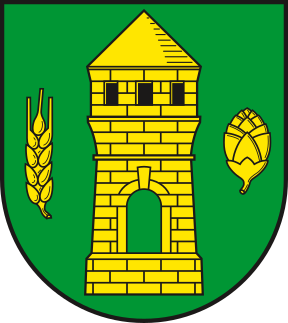
Gemeinde Salzatal Ortsteil Beesenstedt
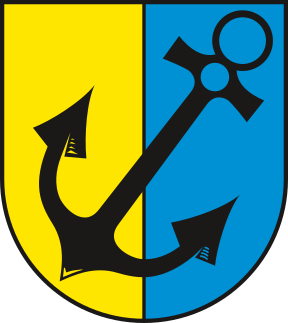
Gemeinde Salzatal Ortsteil Bennstedt
Gemeinde Petersberg Ortsteil Brachstedt[54]
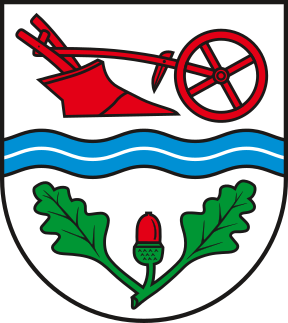
Stadt Wettin-Löbejün Ortsteil Brachwitz
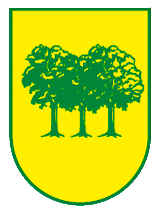
Stadt Mücheln Ortsteil Branderoda
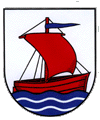
Stadt Wettin-Löbejün Ortsteil Döblitz
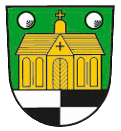
Gemeinde Teutschenthal Ortsteil Dornstedt
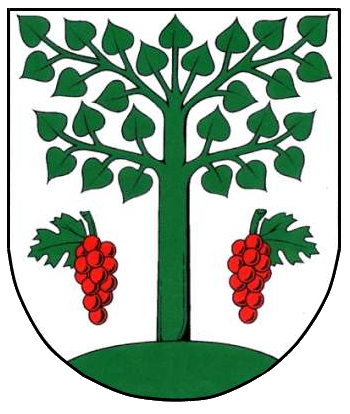
Gemeinde Salzatal Ortsteil Fienstedt
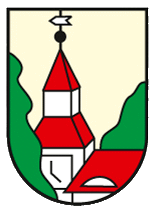
Stadt Mücheln Ortsteil Gröst
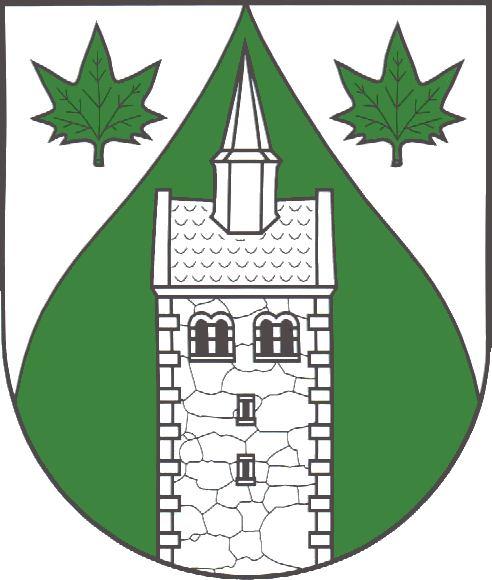
Gemeinde Petersberg Ortsteil Gutenberg
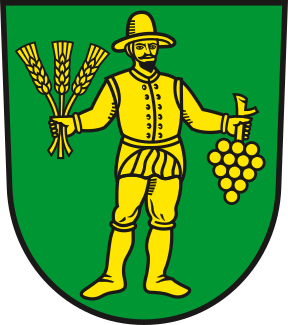
Gemeinde Salzatal Ortsteil Höhnstedt
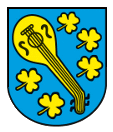
Gemeinde Teutschenthal Ortsteil Holleben
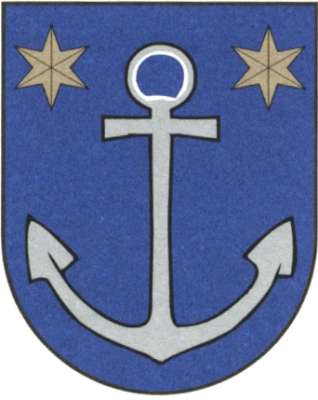
Gemeinde Salzatal Ortsteil Kloschwitz
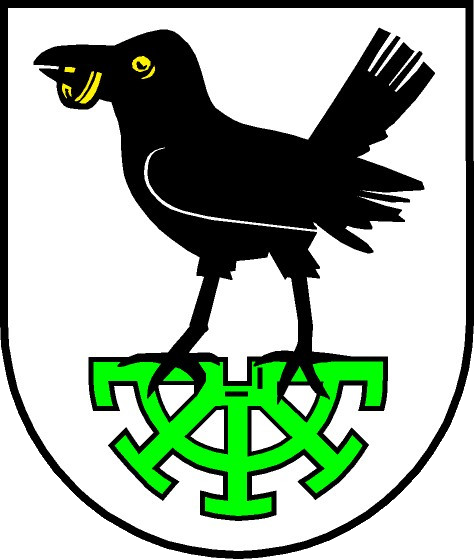
Gemeinde Petersberg Ortsteil Krosigk
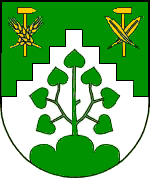
Gemeinde Petersberg Ortsteil Kütten
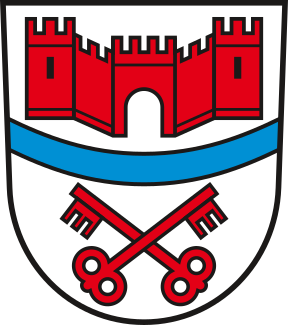
Gemeinde Teutschenthal Ortsteil Langenbogen
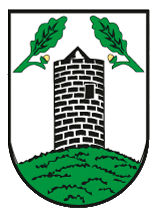
Stadt Mücheln Ortsteil Langeneichstädt
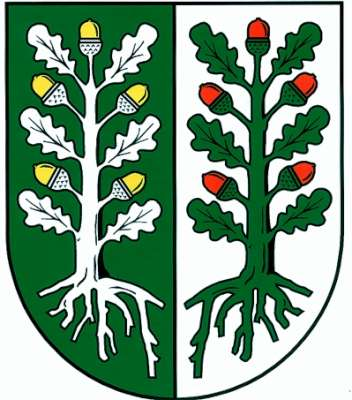
Gemeinde Salzatal Ortsteil Lieskau
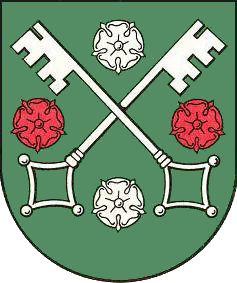
Stadt Wettin-Löbejün Ortsteil Löbejün
Gemeinde Petersberg Ortsteil Morl[67]
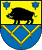
Gemeinde Ostrau Ortsteil Mösthinsdorf
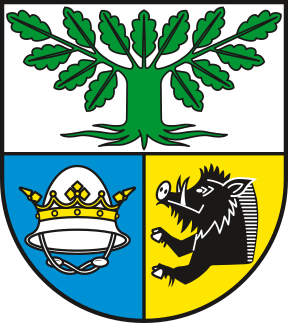
Stadt Wettin-Löbejün Ortsteil Nauendorf
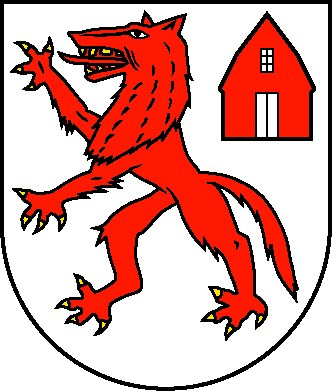
Gemeinde Petersberg Ortsteil Nehlitz
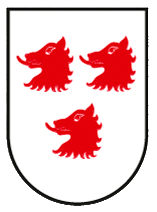
Stadt Mücheln Ortsteil Oechlitz
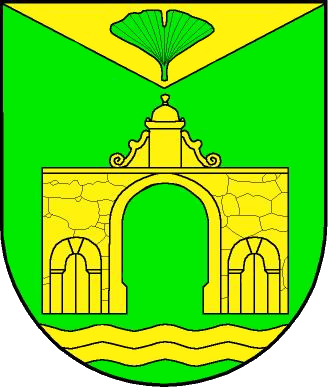
Gemeinde Petersberg Ortsteil Ostrau
Gemeinde Petersberg Ortsteil Petersberg[72]
Stadt Wettin-Löbejün Ortsteil Plötz
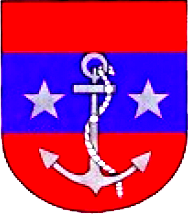
Stadt Wettin-Löbejün Ortsteil Rothenburg
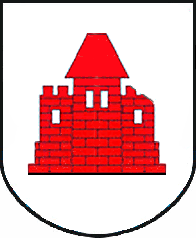
Gemeinde Salzatal Ortsteil Salzmünde
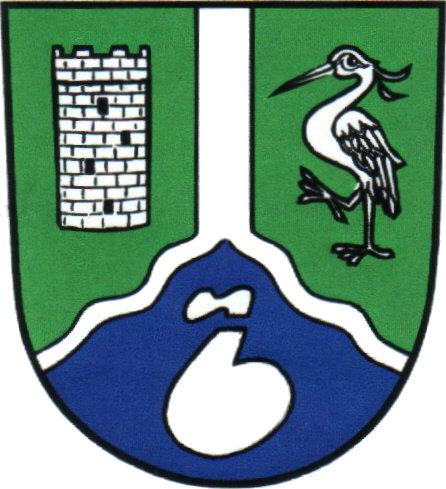
Gemeinde Schkopau Ortsteil Schkopau
Gemeinde Salzatal Ortsteil Schochwitz[74]
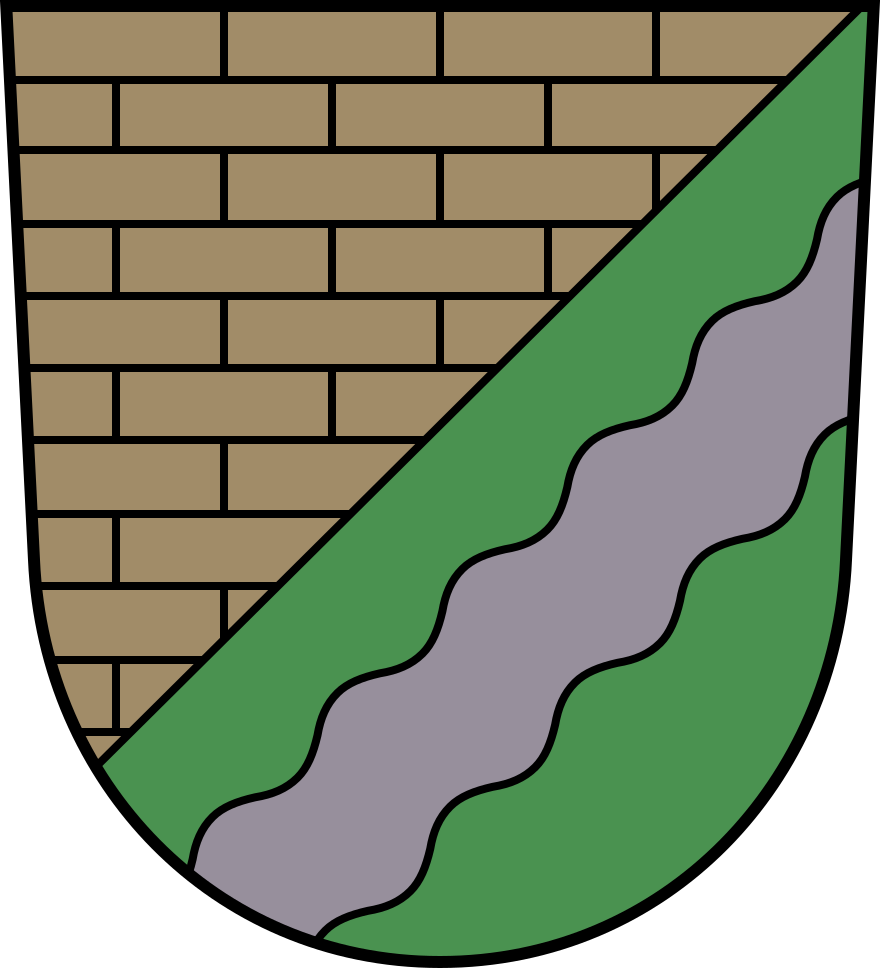
Gemeinde Petersberg Ortsteil Sennewitz
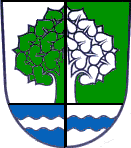
Gemeinde Teutschenthal Ortsteil Steuden
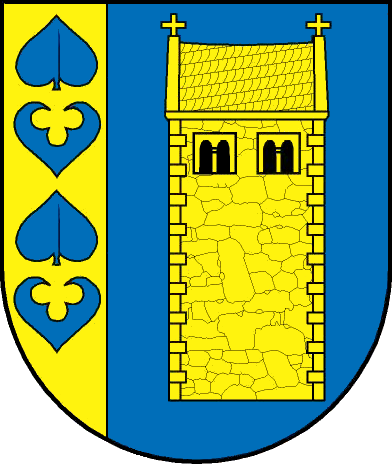
Gemeinde Petersberg Ortsteil Teicha
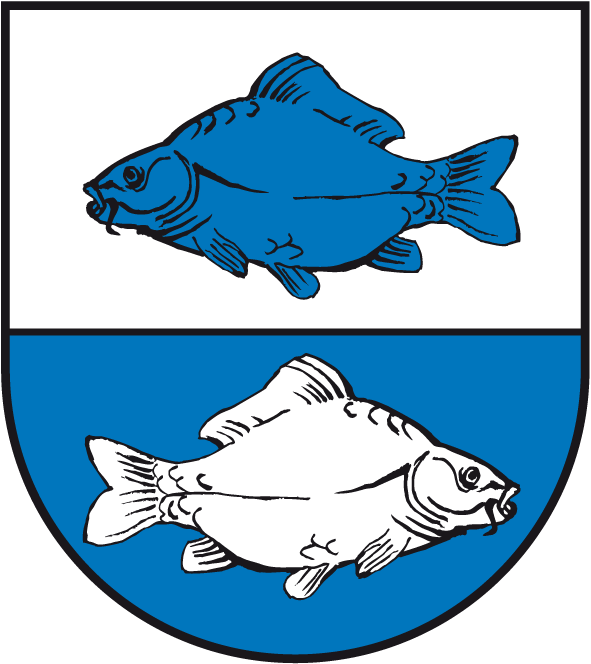
Gemeinde Schkopau Ortsteil Wallendorf (Luppe)
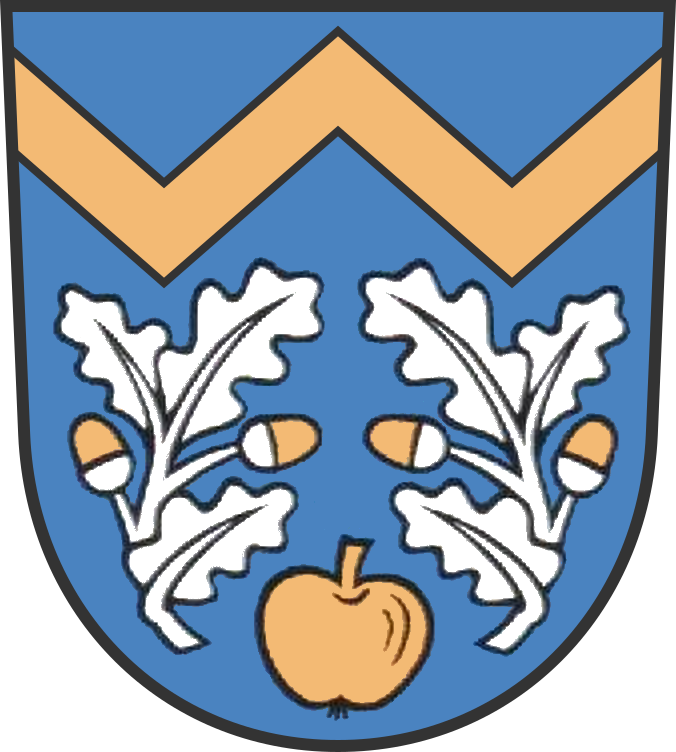
Gemeinde Petersberg Ortsteil Wallwitz
Stadt Wettin-Löbejün Ortsteil Wettin[80]
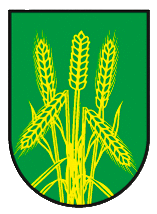
Stadt Mücheln Ortsteil Wünsch
Gemeinde Salzatal Ortsteil Zappendorf[81]
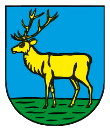
Gemeinde Teutschenthal Ortsteil Zscherben

## Historische Wappen

Stadt Mücheln Ortsteil Langeneichstädt von 1937[82]
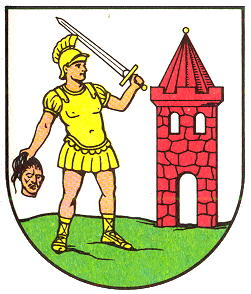
Stadt Schraplau um 1984
Stadt Wettin um 1984